# Starbase Hyperion
Starbase Hyperion es un videojuego de 1979 escrito por Don Ursem para Exidy Sorcerer y publicado por Quality Software en 1979. En 1980 siguió un puerto de la familia Atari de 8 bits .

## Contenido
Starbase Hyperion es un juego espacial estratégico que requiere que el jugador, como comandante de la base estelar, defienda la base contra las fuerzas de invasión de un imperio alienígena.

## Recepción
Tom M. Buchanan revisó Starbase Hyperion en The Space Gamer No. 34.  Buchanan comentó que: 
"Este es un excelente juego de simulación por computadora. Los gráficos completos y las pantallas de combate en tiempo real hacen que el juego sea visualmente desafiante. para un juego con un juego desafiante en lugar de reglas complejas y tienes una computadora Sorcerer, este juego es imprescindible ". Tom M. Buchanan.